# Campeonato Sudamericano de Baloncesto Sub-17 de 2019
El Campeonato Sudamericano de Baloncesto Sub-17 de 2019 correspondió a la XII edición del Campeonato Sudamericano de Baloncesto Sub-17, fue organizado por FIBA Americas en la ciudad chilena de Santiago, entre el 25 y el 30 de noviembre de 2019 y los tres mejores equipos clasificarán al FIBA Americas Sub-18 a realizarse en 2020. El torneo debía disputarse a fines de octubre pero por los conflictos sociales en Chile se decidió aplazar a fines de noviembre.

## Primera fase
Todos los horarios corresponden al huso horario local (UTC-3:00)

### Grupo A
|   | Equipo    | Pts | J | G | P | PF  | PC  | Dif  |
| - | --------- | --- | - | - | - | --- | --- | ---- |
| 1 | Argentina | 6   | 3 | 3 | 0 | 265 | 201 | +64  |
| 2 | Uruguay   | 5   | 3 | 2 | 1 | 229 | 198 | +31  |
| 3 | Venezuela | 4   | 3 | 1 | 2 | 255 | 221 | +34  |
| 4 | Colombia  | 3   | 3 | 0 | 3 | 152 | 281 | –129 |

| 25 de noviembre, 13:00                | Venezuela                             | 76–79                                 | Uruguay |  |
| Reporte                               |                                       |                                       | |  |
| Parciales: 14–13, 22–11, 12–26, 28–29 | Parciales: 14–13, 22–11, 12–26, 28–29 | Parciales: 14–13, 22–11, 12–26, 28–29 | Centro de Entrenamiento Olímpico 2, Santiago Árbitro(s): Enzo Fernández Valenzuela María Sanabria González Erick Endara Estévez |  |
| L. Betancourt 24                      | Pts                                   | 25 A. Ubal, J. Rodríguez              | Centro de Entrenamiento Olímpico 2, Santiago Árbitro(s): Enzo Fernández Valenzuela María Sanabria González Erick Endara Estévez |  |
| L. Betancourt 9                       | Rebs                                  | 12 A. Ubal                            | Centro de Entrenamiento Olímpico 2, Santiago Árbitro(s): Enzo Fernández Valenzuela María Sanabria González Erick Endara Estévez |  |
| L. Betancourt 3                       | Asists                                | 5 J. Rodríguez                        | Centro de Entrenamiento Olímpico 2, Santiago Árbitro(s): Enzo Fernández Valenzuela María Sanabria González Erick Endara Estévez |  |

| 25 de noviembre, 15:00               | Argentina                            | 102–51                               | Colombia |  |
| Reporte                              |                                      |                                      | |  |
| Parciales: 27–11, 19–14, 36–6, 20–20 | Parciales: 27–11, 19–14, 36–6, 20–20 | Parciales: 27–11, 19–14, 36–6, 20–20 | Centro de Entrenamiento Olímpico 2, Santiago Árbitro(s): Diego Chiconato Claudio Osorio Vargas Daniel Jiménez Choque |  |
| F. Copes 20                          | Pts                                  | 9 O. Nieto                           | Centro de Entrenamiento Olímpico 2, Santiago Árbitro(s): Diego Chiconato Claudio Osorio Vargas Daniel Jiménez Choque |  |
| T. Allende 9                         | Rebs                                 | 8 G. Gutiérrez                       | Centro de Entrenamiento Olímpico 2, Santiago Árbitro(s): Diego Chiconato Claudio Osorio Vargas Daniel Jiménez Choque |  |
| I. Cerino 5                          | Asists                               | 3 J. Ramírez, G. Gutiérrez           | Centro de Entrenamiento Olímpico 2, Santiago Árbitro(s): Diego Chiconato Claudio Osorio Vargas Daniel Jiménez Choque |  |

| 26 de noviembre, 13:00               | Colombia                             | 52–92                                | Venezuela |  |
| Reporte                              |                                      |                                      | |  |
| Parciales: 11–28, 8–27, 17–20, 16–17 | Parciales: 11–28, 8–27, 17–20, 16–17 | Parciales: 11–28, 8–27, 17–20, 16–17 | Centro de Entrenamiento Olímpico 2, Santiago Árbitro(s): Enzo Fernández Valenzuela Pedro Rivadeneira Loor María Sanabria González |  |
| G. Gutiérrez 14                      | Pts                                  | 17 B. Barrios                        | Centro de Entrenamiento Olímpico 2, Santiago Árbitro(s): Enzo Fernández Valenzuela Pedro Rivadeneira Loor María Sanabria González |  |
| J. Pérez 9                           | Rebs                                 | 11 B. Barrios                        | Centro de Entrenamiento Olímpico 2, Santiago Árbitro(s): Enzo Fernández Valenzuela Pedro Rivadeneira Loor María Sanabria González |  |
| G. Gutiérrez 3                       | Asists                               | 6 L. Betancourt                      | Centro de Entrenamiento Olímpico 2, Santiago Árbitro(s): Enzo Fernández Valenzuela Pedro Rivadeneira Loor María Sanabria González |  |

| 26 de noviembre, 17:00              | Uruguay                             | 63–73                               | Argentina |  |
| Reporte                             |                                     |                                     | |  |
| Parciales: 5–6, 23–18, 22–32, 13–17 | Parciales: 5–6, 23–18, 22–32, 13–17 | Parciales: 5–6, 23–18, 22–32, 13–17 | Centro de Entrenamiento Olímpico 2, Santiago Árbitro(s): Diego Chiconato Claudio Osorio Vargas Erick Endara Estévez |  |
| S. Corbo 17                         | Pts                                 | 22 F. Gauto                         | Centro de Entrenamiento Olímpico 2, Santiago Árbitro(s): Diego Chiconato Claudio Osorio Vargas Erick Endara Estévez |  |
| M. Bianchi 6                        | Rebs                                | 8 B. Ott Cywarlie                   | Centro de Entrenamiento Olímpico 2, Santiago Árbitro(s): Diego Chiconato Claudio Osorio Vargas Erick Endara Estévez |  |
| A. Ubal 4                           | Asists                              | 7 M. Pérez                          | Centro de Entrenamiento Olímpico 2, Santiago Árbitro(s): Diego Chiconato Claudio Osorio Vargas Erick Endara Estévez |  |

| 27 de noviembre, 13:00               | Colombia                             | 49–87                                 | Uruguay |  |
| Reporte                              |                                      |                                       | |  |
| Parciales: 14–26, 5–20, 16–24, 14–17 | Parciales: 14–26, 5–20, 16–24, 14–17 | Parciales: 14–26, 5–20, 16–24, 14–17  | Centro de Entrenamiento Olímpico 2, Santiago Árbitro(s): Diego Chiconato Claudio Osorio Vargas María Sanabria González |  |
| Y. Llerena 14                        | Pts                                  | 26 A. Ubal                            | Centro de Entrenamiento Olímpico 2, Santiago Árbitro(s): Diego Chiconato Claudio Osorio Vargas María Sanabria González |  |
| J. Pérez 8                           | Rebs                                 | 12 A. Ubal                            | Centro de Entrenamiento Olímpico 2, Santiago Árbitro(s): Diego Chiconato Claudio Osorio Vargas María Sanabria González |  |
| D. Venner 4                          | Asists                               | 4 A. Ubal, S. Corbo, L. Resfresquines | Centro de Entrenamiento Olímpico 2, Santiago Árbitro(s): Diego Chiconato Claudio Osorio Vargas María Sanabria González |  |

| 27 de noviembre, 15:00                | Venezuela                             | 87–90                                 | Argentina |  |
| Reporte                               |                                       |                                       | |  |
| Parciales: 28–28, 19–17, 15–25, 25–20 | Parciales: 28–28, 19–17, 15–25, 25–20 | Parciales: 28–28, 19–17, 15–25, 25–20 | Centro de Entrenamiento Olímpico 2, Santiago Árbitro(s): Enzo Fernández Valenzuela Pedro Rivadeneira Loor Erick Endara Estévez |  |
| A. Marrero 38                         | Pts                                   | 26 F. Méndez                          | Centro de Entrenamiento Olímpico 2, Santiago Árbitro(s): Enzo Fernández Valenzuela Pedro Rivadeneira Loor Erick Endara Estévez |  |
| B. Barrios 11                         | Rebs                                  | 9 M. Pérez                            | Centro de Entrenamiento Olímpico 2, Santiago Árbitro(s): Enzo Fernández Valenzuela Pedro Rivadeneira Loor Erick Endara Estévez |  |
| L. Betancourt 6                       | Asists                                | 5 M. Díaz                             | Centro de Entrenamiento Olímpico 2, Santiago Árbitro(s): Enzo Fernández Valenzuela Pedro Rivadeneira Loor Erick Endara Estévez |  |

### Grupo B
|   | Equipo  | Pts | J | G | P | PF  | PC  | Dif |
| - | ------- | --- | - | - | - | --- | --- | --- |
| 1 | Brasil  | 4   | 2 | 2 | 0 | 160 | 99  | +61 |
| 2 | Ecuador | 3   | 2 | 1 | 1 | 112 | 158 | –46 |
| 3 | Chile   | 2   | 2 | 0 | 2 | 124 | 139 | –15 |

| 25 de noviembre, 17:30                | Chile                                 | 68–69                                 | Ecuador |  |
| Reporte                               |                                       |                                       | |  |
| Parciales: 13–15, 14–14, 21–20, 20–20 | Parciales: 13–15, 14–14, 21–20, 20–20 | Parciales: 13–15, 14–14, 21–20, 20–20 | Centro de Entrenamiento Olímpico 2, Santiago Árbitro(s): Gonzalo Delsart Aline García Villamil Yezid Carreño Pinzón |  |
| F. Inyaco 17                          | Pts                                   | 20 M. Moncayo, J. Arcila              | Centro de Entrenamiento Olímpico 2, Santiago Árbitro(s): Gonzalo Delsart Aline García Villamil Yezid Carreño Pinzón |  |
| A. Domínguez 8                        | Rebs                                  | 17 A. Barahona                        | Centro de Entrenamiento Olímpico 2, Santiago Árbitro(s): Gonzalo Delsart Aline García Villamil Yezid Carreño Pinzón |  |
| F. Inyaco, T. Jones 4                 | Asists                                | 4 J. Arcila                           | Centro de Entrenamiento Olímpico 2, Santiago Árbitro(s): Gonzalo Delsart Aline García Villamil Yezid Carreño Pinzón |  |

| 26 de noviembre, 15:00               | Ecuador                              | 43–90                                | Brasil |  |
| Reporte                              |                                      |                                      | |  |
| Parciales: 12–25, 8–23, 10–16, 13–26 | Parciales: 12–25, 8–23, 10–16, 13–26 | Parciales: 12–25, 8–23, 10–16, 13–26 | Centro de Entrenamiento Olímpico 2, Santiago Árbitro(s): Gonzalo Delsart Aline García Villamil Yezid Carreño Pinzón |  |
| A. Barahona 15                       | Pts                                  | 14 Gui Carvalho                      | Centro de Entrenamiento Olímpico 2, Santiago Árbitro(s): Gonzalo Delsart Aline García Villamil Yezid Carreño Pinzón |  |
| M. Torres 9                          | Rebs                                 | 11 Márcio                            | Centro de Entrenamiento Olímpico 2, Santiago Árbitro(s): Gonzalo Delsart Aline García Villamil Yezid Carreño Pinzón |  |
| siete jugadores 1                    | Asists                               | 5 Adyel                              | Centro de Entrenamiento Olímpico 2, Santiago Árbitro(s): Gonzalo Delsart Aline García Villamil Yezid Carreño Pinzón |  |

| 27 de noviembre, 17:00               | Brasil                               | 70–56                                | Chile |  |
| Reporte                              |                                      |                                      | |  |
| Parciales: 17–17, 11–9, 21–18, 21–12 | Parciales: 17–17, 11–9, 21–18, 21–12 | Parciales: 17–17, 11–9, 21–18, 21–12 | Centro de Entrenamiento Olímpico 2, Santiago Árbitro(s): Gonzalo Delsart Yezid Carreño Pinzón Daniel Jiménez Choque |  |
| Márcio 19                            | Pts                                  | 18 F. Inyaco                         | Centro de Entrenamiento Olímpico 2, Santiago Árbitro(s): Gonzalo Delsart Yezid Carreño Pinzón Daniel Jiménez Choque |  |
| Márcio 9                             | Rebs                                 | 5 T. Jones                           | Centro de Entrenamiento Olímpico 2, Santiago Árbitro(s): Gonzalo Delsart Yezid Carreño Pinzón Daniel Jiménez Choque |  |
| Adyel 5                              | Asists                               | 7 T. Jones                           | Centro de Entrenamiento Olímpico 2, Santiago Árbitro(s): Gonzalo Delsart Yezid Carreño Pinzón Daniel Jiménez Choque |  |

## Fase final
Todos los horarios corresponden al huso horario local (UTC-3:00)

### Quinto puesto
| 29 de noviembre, 13:00                | Venezuela                             | 87–74                                 | Chile |  |
| Reporte                               |                                       |                                       | |  |
| Parciales: 35–18, 18–17, 18–23, 16–16 | Parciales: 35–18, 18–17, 18–23, 16–16 | Parciales: 35–18, 18–17, 18–23, 16–16 | Centro de Entrenamiento Olímpico 2, Santiago Árbitro(s): Diego Chiconato Gonzalo Delsart Daniel Jiménez Choque |  |
| A. Marrero 20                         | Pts                                   | 19 F. Inyaco                          | Centro de Entrenamiento Olímpico 2, Santiago Árbitro(s): Diego Chiconato Gonzalo Delsart Daniel Jiménez Choque |  |
| B. Barrios 9                          | Rebs                                  | 10 T. Jones                           | Centro de Entrenamiento Olímpico 2, Santiago Árbitro(s): Diego Chiconato Gonzalo Delsart Daniel Jiménez Choque |  |
| L. Betancourt 8                       | Asists                                | 4 O. Barria, F. Inyaco                | Centro de Entrenamiento Olímpico 2, Santiago Árbitro(s): Diego Chiconato Gonzalo Delsart Daniel Jiménez Choque |  |

### 1º al 4º puesto
|  | Semifinales | Semifinales | Semifinales |        |           | Final        | Final        | Final        |  |
|  |             |             |             |        |           |              |              |              |  |
|  |             |             |             |        |           |              |              |              |  |
|  | Argentina   | Argentina   | 102         |        |           |              |              |              |  |
|  | Argentina   | Argentina   | 102         |        |           |              |              |              |  |
|  | Ecuador     | Ecuador     | 52          |        |           |              |              |              |  |
|  | Ecuador     | Ecuador     | 52          |        | Argentina | Argentina    | 97           |              |  |
|  |             |             |             |        | Argentina | Argentina    | 97           |              |  |
|  |             |             | Brasil      | Brasil | 98        |              |              |              |  |
|  | Uruguay     | Uruguay     | Brasil      | Brasil | 98        | 63           |              |              |  |
|  | Uruguay     | Uruguay     |             |        |           | 63           |              |              |  |
|  | Brasil      | Brasil      | 72          |        |           | Tercer lugar | Tercer lugar | Tercer lugar |  |
|  | Brasil      | Brasil      | 72          |        |           | Tercer lugar | Tercer lugar | Tercer lugar |  |
|  |             |             |             |        |           |              |              |              |  |
|  |             |             |             |        |           | Ecuador      | Ecuador      | 73           |  |
|  |             |             |             |        |           | Ecuador      | Ecuador      | 73           |  |
|  |             |             |             |        |           | Uruguay      | Uruguay      | 77           |  |
|  |             |             |             |        |           | Uruguay      | Uruguay      | 77           |  |
|  |             |             |             |        |           |              |              |              |  |

#### Semifinales
| 29 de noviembre, 15:00                | Argentina                             | 102–52                                | Ecuador |  |
| Reporte                               |                                       |                                       | |  |
| Parciales: 28–10, 26–13, 20–16, 28–13 | Parciales: 28–10, 26–13, 20–16, 28–13 | Parciales: 28–10, 26–13, 20–16, 28–13 | Centro de Entrenamiento Olímpico 2, Santiago Árbitro(s): Claudio Osorio Vargas Enzo Fernández Valenzuela Aline García Villamil |  |
| F. Copes 19                           | Pts                                   | 16 A. Barahona                        | Centro de Entrenamiento Olímpico 2, Santiago Árbitro(s): Claudio Osorio Vargas Enzo Fernández Valenzuela Aline García Villamil |  |
| J. Diotto 9                           | Rebs                                  | 7 A. Barahona                         | Centro de Entrenamiento Olímpico 2, Santiago Árbitro(s): Claudio Osorio Vargas Enzo Fernández Valenzuela Aline García Villamil |  |
| F. Méndez 5                           | Asists                                | 3 J. Arcila                           | Centro de Entrenamiento Olímpico 2, Santiago Árbitro(s): Claudio Osorio Vargas Enzo Fernández Valenzuela Aline García Villamil |  |

| 29 de noviembre, 17:00               | Brasil                               | 72–63                                | Uruguay |  |
| Reporte                              |                                      |                                      | |  |
| Parciales: 12–14, 28–9, 17–25, 15–15 | Parciales: 12–14, 28–9, 17–25, 15–15 | Parciales: 12–14, 28–9, 17–25, 15–15 | Centro de Entrenamiento Olímpico 2, Santiago Árbitro(s): Pedro Rivadeneira Loor Erick Endara Estévez María Sanabria González |  |
| Gui Carvalho 20                      | Pts                                  | 14 N. Bessio, A. Ubal                | Centro de Entrenamiento Olímpico 2, Santiago Árbitro(s): Pedro Rivadeneira Loor Erick Endara Estévez María Sanabria González |  |
| Márcio, Adyel 8                      | Rebs                                 | 6 A. Ubal                            | Centro de Entrenamiento Olímpico 2, Santiago Árbitro(s): Pedro Rivadeneira Loor Erick Endara Estévez María Sanabria González |  |
| Adyel 7                              | Asists                               | 3 L. Pérez                           | Centro de Entrenamiento Olímpico 2, Santiago Árbitro(s): Pedro Rivadeneira Loor Erick Endara Estévez María Sanabria González |  |

#### Tercer puesto
| 30 de noviembre, 15:00                | Ecuador                               | 73–77                                 | Uruguay                                                  |  |
| Reporte                               |                                       |                                       |                                                          |  |
| Parciales: 26–18, 21–23, 12–23, 14–13 | Parciales: 26–18, 21–23, 12–23, 14–13 | Parciales: 26–18, 21–23, 12–23, 14–13 | Centro de Entrenamiento Olímpico 2, Santiago Árbitro(s): |  |
| J. Arcila 25                          | Pts                                   | 41 A. Ubal                            | Centro de Entrenamiento Olímpico 2, Santiago Árbitro(s): |  |
| M. Torres 15                          | Rebs                                  | 11 A. Ubal                            | Centro de Entrenamiento Olímpico 2, Santiago Árbitro(s): |  |
| J. Arcila 10                          | Asists                                | 6 A. Ubal                             | Centro de Entrenamiento Olímpico 2, Santiago Árbitro(s): |  |

#### Final
| 30 de noviembre, 17:00                | Argentina                             | 97–98                                 | Brasil                                                   |  |
| Reporte                               |                                       |                                       |                                                          |  |
| Parciales: 18–24, 24–20, 26–20, 29–34 | Parciales: 18–24, 24–20, 26–20, 29–34 | Parciales: 18–24, 24–20, 26–20, 29–34 | Centro de Entrenamiento Olímpico 2, Santiago Árbitro(s): |  |
| F. Méndez 26                          | Pts                                   | 27 Gui Carvalho                       | Centro de Entrenamiento Olímpico 2, Santiago Árbitro(s): |  |
| F. Méndez 8                           | Rebs                                  | 11 Márcio                             | Centro de Entrenamiento Olímpico 2, Santiago Árbitro(s): |  |
| M. Díaz 8                             | Asists                                | 7 Adyel                               | Centro de Entrenamiento Olímpico 2, Santiago Árbitro(s): |  |

## Posiciones finales
| Rank              | Equipo    | Récord |
| ----------------- | --------- | ------ |
| Medalla de oro    | Brasil    | 4-0    |
| Medalla de plata  | Argentina | 4-1    |
| Medalla de bronce | Uruguay   | 3-2    |
| 4                 | Ecuador   | 1-3    |
| 5                 | Venezuela | 2-2    |
| 6                 | Chile     | 0-3    |
| 7                 | Colombia  | 0-3    |

Fuente: FIBA Américas
|  | Clasificados al Campeonato FIBA Américas Sub-18 de 2020. |